# Wiebke Knell

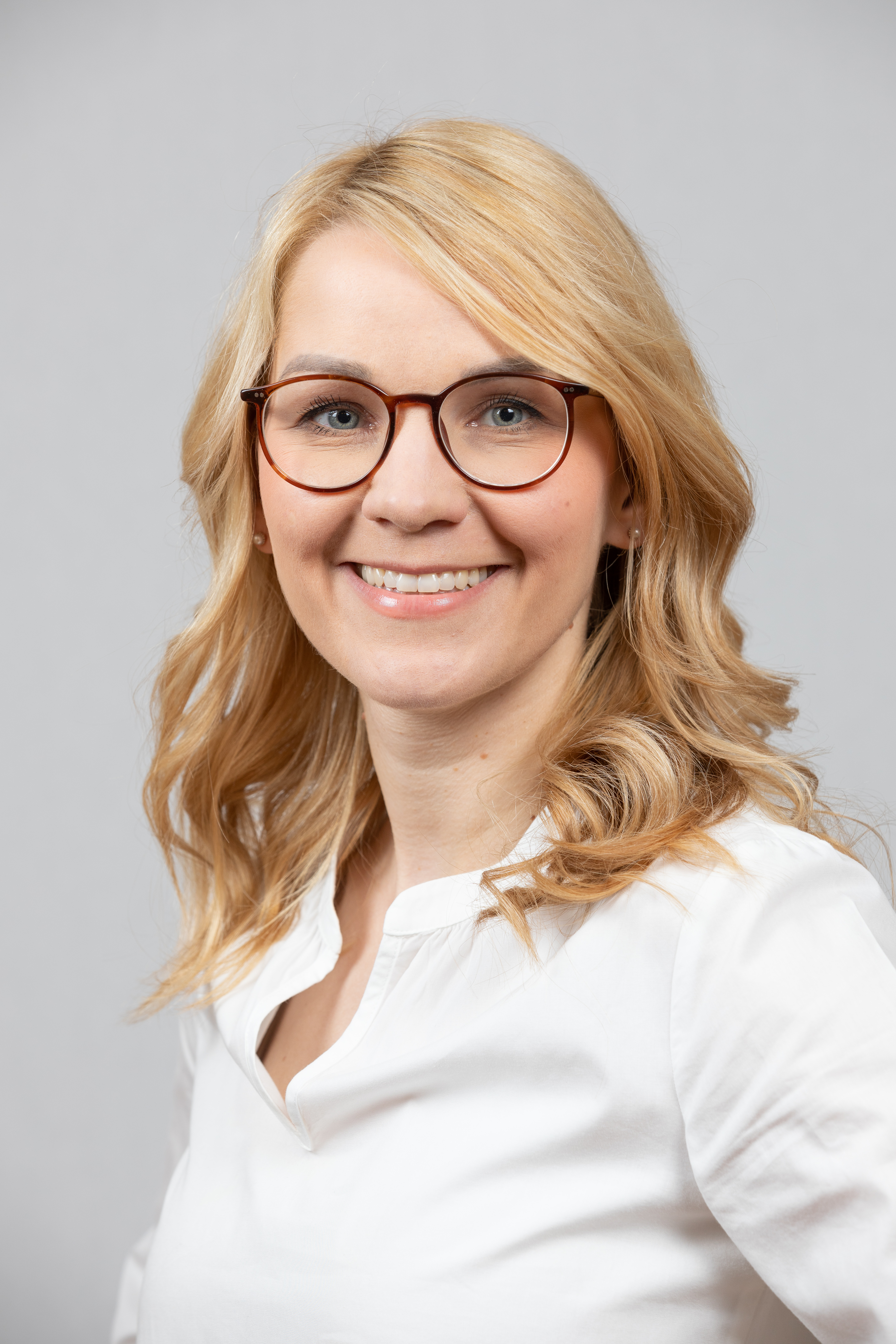
Wiebke Knell, 2019

Wiebke Knell (* 24. Oktober 1981 in Schwalmstadt als Wiebke Reich) ist eine deutsche Politikerin (FDP). Seit dem 1. November 2017 ist sie Mitglied des Hessischen Landtages.

## Leben
Im Jahr 2001 schloss Knell das Abitur an der Melanchthon-Schule Steinatal in Willingshausen ab. Bis 2008 absolvierte sie ein Studium der Politikwissenschaften, Rechtswissenschaften und Mittleren und Neueren Geschichte an den Universitäten Gießen, Brest (Frankreich) und Mainz, das sie als Politikwissenschaftlerin M.A. abschloss. Knell ist evangelisch, verheiratet und hat zwei Kinder.

## Politische Laufbahn
Im Jahr 1998 trat Knell mit 16 Jahren in die FDP-Jugendorganisation Junge Liberale ein. Noch als Schülerin trat sie dann 2001 auch in die FDP ein.
Von 2001 bis 2006 gehörte sie dem Landesvorstand der Jungen Liberalen Hessen an – unter anderem als Stellvertretende Landesvorsitzende. Seit 2004 ist sie stellvertretende Vorsitzende der FDP Schwalm-Eder.
Knell war von 2005 bis 2015 Beisitzerin im Landesvorstand der hessischen FDP. Seit 2015 gehört sie dem neunköpfigen Präsidium der FDP Hessen an. Seit März 2021 ist sie Stellvertretende Landesvorsitzende der Partei.
Bei der Kommunalwahl 2006 wurde Knell in die Stadtverordnetenversammlung ihrer Heimatstadt Neukirchen (Knüll) und in den Kreistag des Schwalm-Eder-Kreises gewählt, denen sie seither angehört. In beiden Kommunalparlamenten agiert sie zudem als Fraktionsvorsitzende. Am 1. November 2017 rückte sie für Nicola Beer, die in den Deutschen Bundestag eingezogen war, als Hessische Landtagsabgeordnete nach.
Im Hessischen Landtag ist Knell Mitglied im Ausschuss für Umwelt, Klimaschutz, Landwirtschaft und Verbraucherschutz und im Landesbetrieb Hessen Forst. Der Ausschuss wurde mit Beginn der 21. Wahlperiode in Ausschuss für Landwirtschaft und Umwelt unbenannt, bei dem Knell die neue Vorsitzende ist. Zudem ist sie Sprecherin der FDP-Landtagsfraktion für Umwelt, Landwirtschaft, Jagd, Forst und Verbraucherschutz, für den ländlichen Raum und Tourismus sowie für Frauen, Gleichstellung und Diversity. 
Bei der Hessischen Landtagswahl 2018 kandidierte sie auf Platz 3 der Landesliste der FDP und als Direktkandidatin im Wahlkreis 8 Schwalm-Eder II. Über die Landesliste ihrer Partei erhielt sie erneut ein Mandat im Landtag. Sie ist stellvertretende Vorsitzende der Landtagsfraktion.
Auch bei der Hessischen Landtagswahl 2023 kandidierte sie auf Platz 3 der Landesliste der FDP und als Direktkandidatin im Wahlkreis 8 Schwalm-Eder II. Über die Landesliste ihrer Partei sicherte Knell weiterhin ihr Mandat im Landtag.
Im April 2023 wurde sie auf dem FDP-Bundesparteitag in Berlin als Beisitzerin in den Bundesvorstand gewählt.
Seit dem 18. Januar 2024 ist sie Fraktionsvorsitzende der FDP-Fraktion im Hessischen Landtag gemeinsam mit Stefan Naas.